# Castnius pelasgus
Castnius pelasgus is een vlinder uit de familie Castniidae. De wetenschappelijke naam van de soort werd, als Papilio pelasgus, in 1779 door Pieter Cramer gepubliceerd.
De soort komt voor in het Neotropisch gebied.

## Ondersoorten
- Castnius pelasgus pelasgus (Suriname)
  - = Castnia unifasciata R.Felder, 1874
- Castnius pelasgus fulvofasciatus (Houlbert, 1917) (Peru, Brazilië)
  - = Castnia fulvofasciata Houlbert, 1917